# Караямахи
Караямахи (дарг. Караямахьи) — село в Акушинском районе Дагестана. Входит в состав сельского поселения «Сельсовет Нацинский».

## Географическое положение
Расположено в 23 км к югу от районного центра села Акуша.

## Население
| 1895 | 1926 | 1939 | 1970 | 1989 | 2002 | 2010 |
| ---- | ---- | ---- | ---- | ---- | ---- | ---- |
| 79   | ↘54  | ↘52  | →52  | ↗53  | ↗70  | ↘62  |
| 2021 |      |      |      |      |      |      |
| ↗71  |      |      |      |      |      |      |